# Контрада Сан Јорио (Кјети)
Контрада Сан Јорио (итал. Contrada San Iorio) је насеље у Италији у округу Кјети, региону Абруцо.
Према процени из 2011. у насељу је живело 35 становника. Насеље се налази на надморској висини од 174 м.